# Difesa San Giorgio
La difesa San Giorgio (o Difesa Baker) è un'apertura degli scacchi molto rara e tremendamente inefficace, che deriva dalle mosse:
1. e4 a6
Il nero con questa mossa vuole prevenire un possibile attacco di alfiere al suo cavallo che vuole sviluppare in c6 e/o sviluppare il proprio alfiere di donna in un fianchetto "allargato" (che comunque richiederà tre mosse). La spinta però è prematura in quanto il bianco può tranquillamente occupare il centro con 2. d4 e proseguire indisturbato lo sviluppo dei propri pezzi, accumulando vantaggio. Per questo l'apertura è scarsamente considerata e raramente utilizzata a grandi livelli e ricade, come molte aperture "eccentriche" di gioco semiaperto sotto il codice ECO B00.
Questa difesa venne giocata la prima volta nel 1868 da un principiante, tale J. Baker, in una partita di scacchi alla cieca contro il grande Wilhelm Steinitz (partita che fu vinta da Baker). Un risultato notevole ottenuto utilizzando quest'apertura è la vittoria di Anthony Miles su Anatolij Karpov nel campionato europeo a squadre di scacchi del 1980: fu lo stesso Miles a denominare San Giorgio questo impianto, dal mito di San Giorgio e il Drago.